# Lingua menominee
La lingua menominee appartiene alla famiglia linguistica delle Lingue algonchine, parlata nel Wisconsin (Stati Uniti d'America), dal popolo Menominee.

## Nome
Il nome originale (endonimo) della tribù, e della lingua, Omāēqnomenew, deriva dalla parola che significa riso selvatico, alimento che fu alla base della dieta di questa tribù per millenni.

## Una lingua in pericolo
Il numero di locutori è ridotto a 35 su una popolazione etnica di 3 500 persone. Questo numero è drammaticamente diminuito da quando, Leonard Bloomfield, nel suo studio del 1939, li stimava a 1 700. 
Il menominee, come molte delle lingue amerinde nordamericane, soffre del processo di deriva linguistica verso l'inglese, per cui i giovani parlano quest'ultimo idioma a scapito di quelli tradizionali.

## Fonologia

### Consonanti
|             | Bilabiale | Dentale | Alveolare | Palatale | Velare | Glottale |
| ----------- | --------- | ------- | --------- | -------- | ------ | -------- |
| Occlusive   | p [p]     | t [t]   |           |          | k [k]  | ʔ [ʔ]    |
| Fricative   |           |         | s [s]     |          |        | h [h]    |
| Affricate   |           |         |           | č [ʧ]    |        |          |
| Nasali      | m [m]     | n [n]   |           |          |        |          |
| Semi-vocali | w [w]     |         |           | y [j]    |        |          |

### Vocali
|        | Anteriore     | Centrale      | Posteriore    |
| ------ | ------------- | ------------- | ------------- |
| Chiuse |               |               | u [u]         |
| Media  | e [e] eː [eː] |               | o [o] oː [oː] |
| Aperte | ɛ [ɛ] ɛː [ɛː] | a [a] aː [aː] |               |